# Остроопашат червенокрак манакин
Остроопашатият червенокрак манакин (Chiroxiphia lanceolata) е вид птица от семейство Манакинови (Pipridae).

## Разпространение
Видът е разпространен във Венецуела, Колумбия, Коста Рика и Панама.